# Senhora de Oliveira
Senhora de Oliveira est une municipalité brésilienne de l'État du Minas Gerais et la microrégion de Viçosa.